# ألان جاي
ألان جاي (بالإنجليزية: Allan Jay) هو مبارز بالسيف بريطاني، ولد في 30 يونيو 1931 في لندن في المملكة المتحدة.

## وصلات خارجية
- ألان جاي على موقع اللجنة الأولمبية الدولية (الإنجليزية)
- ألان جاي على موقع أوليمبيديا (الإنجليزية)
- ألان جاي على موقع اللجنة الأولمبية البريطانية (الإنجليزية)
- ألان جاي على موقع اتحاد ألعاب الكومنولث (مؤرشف) (الإنجليزية)